# Exeter (Nebraska)
Exeter je selo u američkoj saveznoj državi Nebraska. Prema popisu stanovništva iz 2010. u njemu je živjelo 591 stanovnika.